# アサヒ目黒研究所
アサヒ目黒研究所株式会社（アサヒめぐろけんきゅうじょ）は、大阪府大阪市中央区に本社を置く製薬会社である。1925年（大正14年）創業。旧社名は株式会社帝人目黒研究所。

## 会社概要
事業内容は納豆菌及び乳酸菌（医薬品、健康食品、飼料添加物等）の製造販売および輸出入。兵庫県加西市に加西工場を置いている。
前身の目黒研究所は故目黒庸三郎博士によって「大阪治療実験研究所」として設立。博士は1910年（明治43年）大阪府立高等医学校卒業後生化学を研究、後に伝染病研究所の志賀潔のもとで細菌学並び免疫学を修める。北里柴三郎が創設した北里研究所において、志賀とともに4年間研究に没頭する。1922年（大正11年）に渡欧し、ベルギーのパスツール研究所にてホリデー博士に、パリのパスツール研究所にてラモン博士の研修指導を受けた。帰国後1925年（大正14年）5月、大阪実験治療研究所を大阪市北区に開設したのを発祥とする。

## 沿革
- 1925年（大正14年） 大阪実験治療研究所（大阪市北区）創設
- 1929年（昭和4年） 乳酸菌製剤「ビオゼニン」発売
- 1931年（昭和6年） 「ヂフテリーホルモワクチン」発売
- 1937年（昭和12年） 目黒研究所と改称、 「ジフテリア血清」発売
- 1945年（昭和20年） 戦火により目黒研究所焼失、 直に池田市神田町付属免疫所に移転
- 1948年（昭和23年） 池田市満寿美町（現住所）に研究所新築、 「株式会社目黒研究所」に組織変更
- 1950年（昭和25年）「発疹チフスワクチン」発売
- 1952年（昭和27年） 乳酸菌製剤「ビオゼニン」発売再開
- 1958年（昭和33年）「日本脳炎ワクチン」発売
- 1968年（昭和43年） 多剤耐性乳酸菌「コンクエンテロポリアール」発売、 納豆菌「ビオナットミン」発売、 共に胃腸薬原料として製剤メーカーへ供給
- 1977年（昭和52年） B型肝炎診断用キット「リバースセル」発売、 臨床検査薬市場へ参入
- 1980年（昭和55年） 兵庫県加西市にGMP適合の新工場として「加西工場」完成、醗酵製剤、臓器抽出製剤（現在廃止）の生産体制拡充
- 1997年（平成9年） 丸石製薬株式会社の子会社となる
- 2003年（平成15年） 加西工場の増設
- 2014年（平成26年） 加西工場新館棟完成
- 2014年（平成26年） 池田工場を廃止し加西工場に統合。本社を大阪市中央区へ移転
- 2022年（令和4年）	帝人株式会社の子会社となり、株式会社帝人目黒研究所に商号変更
- 2025年（令和7年）	アサヒグループ食品株式会社の子会社となり、株式会社アサヒ目黒研究所に商号変更

## 主要製品
納豆菌
- ビオナットミン（医薬品原料）
- 納豆菌末（健康食品原料）
- グローゲン11（飼料添加物等）

乳酸菌
- コンクビオゼニン（医薬品原料）
- 乳酸菌末（健康食品原料）
- バラントール末（飼料添加物等）